# Acanthocinus nodosus
Acanthocinus nodosus är en skalbaggsart som först beskrevs av Fabricius 1775.  Acanthocinus nodosus ingår i släktet Acanthocinus och familjen långhorningar. Inga underarter finns listade i Catalogue of Life.